# Austroagrion kiautai
Austroagrion kiautai – gatunek ważki z rodziny łątkowatych (Coenagrionidae).